# 云北石豆兰
云北石豆兰（学名：Bulbophyllum tengchongense）为兰科石豆兰属下的一个种。

## 扩展阅读
- 維基物種上的相關：云北石豆兰